# La femme de ma vie
La femme de ma vie (br: A mulher de minha vida) é um filme francês e alemão ocidental de 1986, do gênero drama, dirigido por Régis Wargnier.

## Elenco
- Christophe Malavoy .... Simon
- Jane Birkin .... Laura
- Jean-Louis Trintignant .... Pierre
- Béatrice Agenin .... Marion
- Andrzej Seweryn .... Bernard
- Didier Sandre .... Xavier
- Dominique Blanc .... Sylvia

## Principais prêmios e indicações
Recebeu o Prêmio César em 1987, na categoria de melhor primeira obra, e foi indicado nas categorias de melhor ator (Christophe Malavoy), melhor atriz (Jane Birkin), melhor ator coadjuvante (Jean-Louis Trintignant) e atriz mais promissora (Dominique Blanc).